# Virgil Finlay
Virgil Finlay (Rochester, Nueva York, 23 de julio de 1914-Nueva York, 18 de enero de 1971) fue un ilustrador estadounidense de revistas pulp de fantasía, ciencia ficción y terror. Se le ha calificado como «parte de la historia de las revistas pulp ... uno de los principales contribuyentes de obras artísticas originales e imaginativas para las publicaciones más memorables de la ciencia ficción y la fantasía de nuestro tiempo». Aunque utilizó distintas técnicas de pintura, como el gouache o el óleo, Finlay se especializó y se hizo famoso por sus detallados dibujos a tinta con plumilla. A pesar de la laboriosa naturaleza de su especialidad, Finlay creó más de 2600 obras de arte gráfico en sus 35 años de carrera profesional.
Ingresó en el Salón de la Fama de la Ciencia Ficción en 2012. Los primeros premios Hugo celebrados en 1953 le concedieron el premio al «Mejor ilustrador de interior» y fue nominado en seis ocasiones para el Premio Hugo al mejor artista profesional y le concedieron el Premio Hugo Retrospectivo (Retro Hugo) al mejor artista profesional de 1939, 1941 y 1946 en las Worldcon de los años 2014, 2016 y 1996, respectivamente.

## Biografía
Virgil Warden Finlay nació y se crio en Rochester (Nueva York); su padre, Warden Hugh Finlay, murió a los 40 años durante la Gran Depresión, dejando a su familia (su viuda Ruth y sus dos hijos, Jean y Virgil) en circunstancias difíciles. En sus años de escuela secundaria, Finlay mostró su pasión por el arte y la poesía, y descubrió lo que sería su profesión en las revistas pulp de ciencia ficción como Amazing Stories, y de fantasía y terror como Weird Tales.

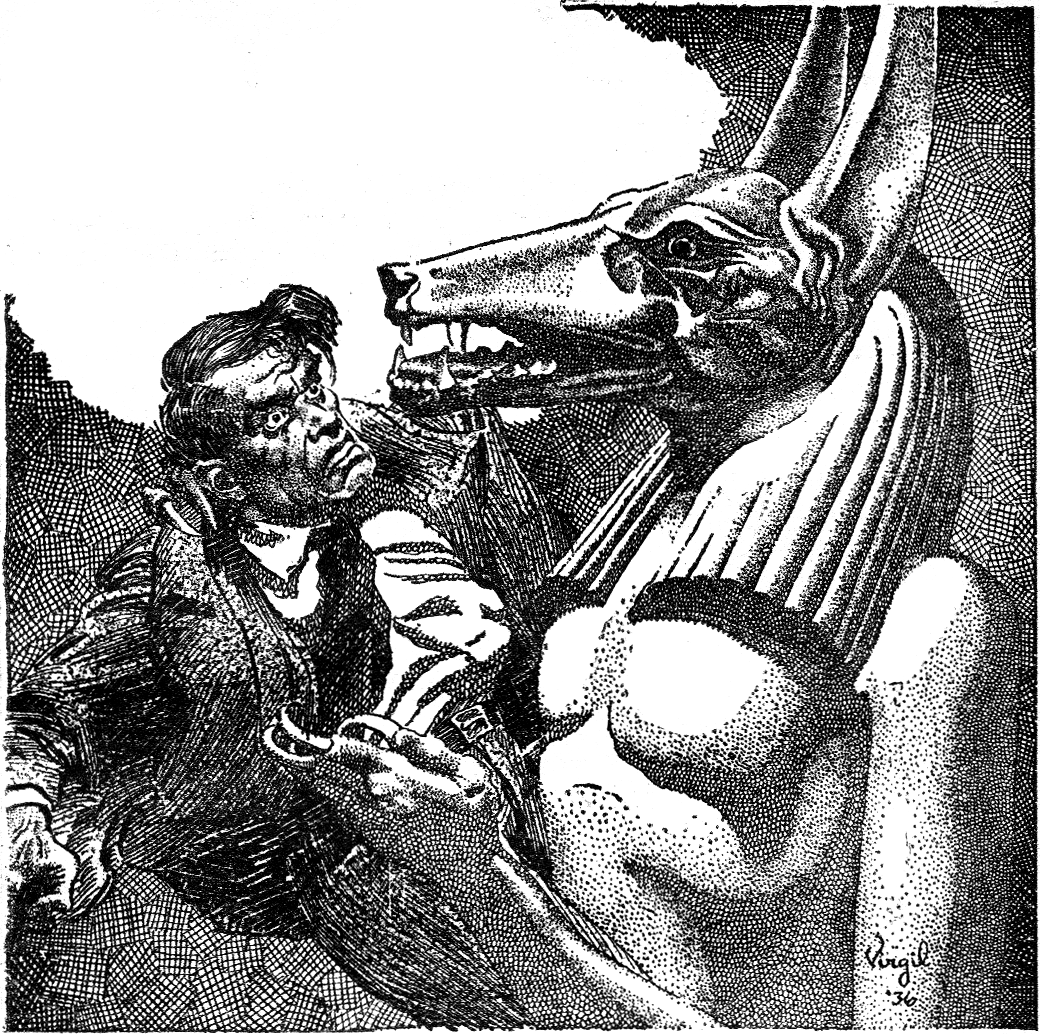
Ilustración interior de Finlay para el número de octubre de 1936 de Weird Tales.

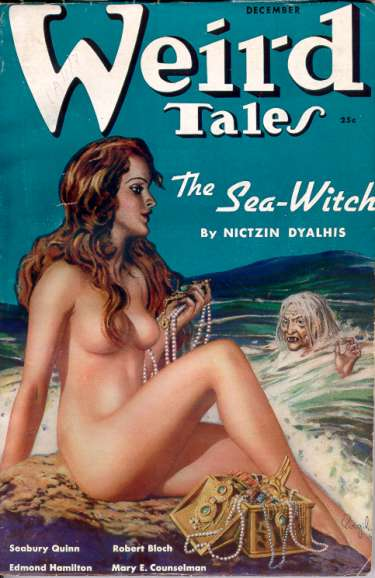
Portada para el número de diciembre de 1937 de Weird Tales.

A la edad de 21 años tenía la suficiente confianza en su arte para enviar seis de sus obras, no solicitadas, a Farnsworth Wright, editor de Weird Tales, quien temió que su detallado trabajo de punteado no se transferiría bien en el papel relativamente duro y de baja calidad  de la revista, pero una prueba de impresión resultó ser aceptable y Wright empezó a comprar los trabajos de Finlay, que debutó con ilustraciones de tres relatos del el número de diciembre de 1935 de la revista, en la cual llegó a aparecer en 62 números, incluido el último publicado en septiembre de 1954. Publicó 16 portadas a color en Weir Tales desde febrero de 1937 hasta marzo de 1953, 24 portadas en Famous Fantastic Mysteries y 25 en Fantastic Universe, además de publicar dibujos en otras revistas como Fantastic Novels, Astounding Science-Fiction, Planet Stories, Startling Stories y Thrilling Wonder Stories.
Fuera del campo de la ciencia ficción, en 1935 realizó 25 ilustraciones para una edición de Farnsworth Wright de la obra de Shakespeare El sueño de una noche de verano. En 1938 se trasladó de Rochester a Nueva York para trabajar para Abraham Merritt en The American Weekly. El 16 de noviembre de ese mismo año se casó con Beverly Stiles, a quien había conocido durante su infancia en Rochester. Su adaptación a la ciudad y a su nuevo trabajo no fue fácil, y fue despedido y contratado de nuevo más de una vez. Durante su período como ilustrador de American Weekly, entre 1938 y 1943, y más tarde como autónomo, entre 1946 y 1951, se estima que Finlay realizó 845 ilustraciones para la revista de Merritt. Una recopilación de su trabajo en la revista se publicó en 1977 bajo el título Virgil Finlay in the American Weekly.
En 1943 fue alistado por el ejército de los Estados Unidos durante la Segunda Guerra Mundial, donde combatió en el frente del sudoeste del Pacífico, especialmente en la batalla de Okinawa, e hizo carteles del ejército para elevar la moral de las tropas durante sus tres años de servicio militar.
Aunque a finales de los años 1940 y principios de los años 1950 el campo de las revistas de ciencia ficción estaban en auge y tras la guerra aparecieron nuevas publicaciones, a mediados de la década de 1950 se popularizaron las revistas en formato digest, de menor tamaño que las pulp y que no incluían ilustraciones, por lo que Finlay, al igual que otros ilustradores de la época, probó en el campo de las portadas de libros pero, aunque realizó varias portadas de novelas juveniles de World Plublishing, no tuvo mucho éxito. Finlay entonces se dedicó a las ilustraciones de temática astrológica que, junto con portadas ocasionales para If y Galaxy constituyó su principal fuente de ingresos a finales de los años 1950 y durante los años 1960.
En los últimos años de su vida, Finlay escribió poesía; no publicó ninguna en vida, aunque algunas de su obras se publicaron póstumamente.
Enfermó de cáncer y tuvo que someterse a una importante operación a principios de 1969. Se recuperó lo suficiente para volver a trabajar por un tiempo, pero enfermó de nuevo y murió de cirrosis del hígado el 18 de enero de 1971, a los 56 años de edad, justo antes de la publicación de Virgin Finlay, de Donald M. Grant, Publisher, el primer libro dedicado a su persona y obra, con ilustraciones de Finlay, un reconocimiento de Sam Moskowitz y un listado de sus obras a cargo de Gerry de la Ree.